# Judy Becker
Judy Sarah Becker (New York, ...) è una scenografa statunitense.
È stata candidata all'Oscar alla miglior scenografia per American Hustle - L'apparenza inganna (2013) e The Brutalist (2024).

## Biografia
Nata nel 1955 o 1956, è figlia del premio Nobel per l'economia Gary Stanley Becker e della sua prima moglie Doria. Consegue un master in storia dell'Europa presso il Barnard College della Columbia University nel 1978 e la laurea in giurisprudenza presso l'università di New York. Nel 1996 ha sposato il montatore Michael Taylor. Nello stesso anno, ha iniziato a lavorare come partner nello studio legale Arnold & Porter.
Ha mosso i primi passi come scenografa nel cinema indipendente di fine anni '90, per poi approdare a metà del decennio seguente a Hollywood grazie a film La mia vita a Garden State e I segreti di Brokeback Mountain. Nel 2014 è stata candidata all'Oscar alla miglior scenografia assieme all'arredatrice di scena Heather Loeffler per American Hustle - L'apparenza inganna, del regista David O. Russell, lavorando ad ogni suo film da The Fighter (2010) ad Amsterdam (2022). Sono state apprezzate le sue scenografie d'epoca: ad esempio Carol di Todd Haynes, dove ha lavorato per trasformare Cincinnati, location delle riprese, nella New York degli anni '50, dove il film si svolgeva, come già American Hustle, girato a Boston ma ambientato a New York negli anni '70. Nel 2025 è stata candidata una seconda volta all'Oscar per The Brutalist (stavolta assieme all'arredatrice Patricia Cuccia), dove ha progettato un intero edificio modernista e ha trasformato Budapest nella Pennsylvania degli anni '40 e '50.

## Filmografia

### Cinema
- From a High Place, regia di Ken Richardson (1998)
- The Opponent, regia di Eugene Jarecki (2000)
- The Jimmy Show, regia di Frank Whaley (2001)
- XX/XY, regia di Austin Chick (2002)
- Personal Velocity - Il momento giusto (Personal Velocity), regia di Rebecca Miller (2002)
- Long Way Home (Raising Victor Vargas), regia di Peter Sollett (2002)
- Dandelion, regia di Mark Milgard (2004)
- La mia vita a Garden State (Garden State), regia di Zach Braff (2004)
- Thumbsucker - Il succhiapollice (Thumbsucker), regia di Mike Mills (2005)
- I segreti di Brokeback Mountain (Brokeback Mountain), regia di Ang Lee (2005)
- The Hawk Is Dying, regia di Julian Goldberger (2006)
- Infamous - Una pessima reputazione (Infamous), regia di Douglas McGrath (2006)
- Io non sono qui (I'm Not There), regia di Todd Haynes (2007)
- Management - Un amore in fuga (Management), regia di Stephen Belber (2008)
- Un perfetto gentiluomo (The Extra Man), regia di Shari Springer Berman e Robert Pulcini (2010)
- The Fighter, regia di David O. Russell (2010)
- ...e ora parliamo di Kevin (We Need to Talk About Kevin), regia di Lynne Ramsay (2011)
- Shame, regia di Steve McQueen (2011)
- Ruby Sparks, regia di Jonathan Dayton e Valerie Faris (2012)
- Il lato positivo (Silver Linings Playbook), regia di David O. Russell (2012)
- Hitchcock, regia di Sacha Gervasi (2012)
- American Hustle - L'apparenza inganna (American Hustle), regia di David O. Russell (2013)
- Accidental Love, regia di David O. Russell (2015)
- Carol, regia di Todd Haynes (2015)
- Joy, regia di David O. Russell (2015)
- La battaglia dei sessi (Battle of the Sexes), regia di Jonathan Dayton e Valerie Faris (2017)
- The Boys in the Band, regia di Joe Mantello (2020)
- Amsterdam, regia di David O. Russell (2022)
- The Brutalist, regia di Brady Corbet (2024)

### Televisione
- His Way – film TV, regia di Douglas McGrath (2011)
- Girls – serie TV, episodio 1x01 (2012)
- Feud: Bette and Joan – miniserie TV, 6 puntate (2017)
- The Assassination of Gianni Versace: American Crime Story – miniserie TV, 6 puntate (2018)
- Pose – serie TV, episodi 1x01-1x02 (2018)
- Ratched – miniserie TV, 8 puntate (2020)

## Riconoscimenti
- Premio Oscar
  - 2014 – Candidatura alla miglior scenografia per American Hustle - L'apparenza inganna
  - 2025 – Candidatura alla miglior scenografia per The Brutalist
- Premio BAFTA
  - 2014 – Candidatura alla miglior scenografia per American Hustle - L'apparenza inganna
  - 2016 – Candidatura alla miglior scenografia per Carol
  - 2025 – Candidatura alla miglior scenografia per The Brutalist
- Critics' Choice Awards
  - 2016 – Candidatura alla miglior scenografia per Carol
  - 2025 – Candidatura alla miglior scenografia per The Brutalist
- Los Angeles Film Critics Association
  - 2016 – Candidatura alla miglior scenografia per Carol
  - 2024 – Miglior scenografia per The Brutalist